# كاتدرائية القديس ميخائيل (تشينغداو)
كاتدرائية القديس ميخائيل هي كنيسة رومانية كاثوليكية تقع في مدينة تشينغداو، الصين.